# Фітод
Фітод (рум. Fitod) — село у повіті Харгіта в Румунії. Входить до складу комуни Лелічень.
Село розташоване на відстані 214 км на північ від Бухареста, 3 км на схід від М'єркуря-Чука, 80 км на північ від Брашова.

## Населення
За даними перепису населення 2002 року у селі проживали 420 осіб.
Національний склад населення села:
| Національність | Кількість осіб | Відсоток |
| -------------- | -------------- | -------- |
| угорці         | 412            | 98,1%    |
| румуни         | 7              | 1,7%     |

Рідною мовою назвали:
| Мова      | Кількість осіб | Відсоток |
| --------- | -------------- | -------- |
| угорська  | 412            | 98,1%    |
| румунська | 7              | 1,7%     |